# Buon appetito
Buon appetito è il terzo singolo estratto dal terzo album di Dente, L'amore non è bello, pubblicato nel 2009.

## Il video
Nel video, diretto da Fabio Luongo, Dente in un parco organizza un picnic con una bambola gonfiabile, tirando tutto il necessario, compresa la bambola stessa, fuori dalla valigia.

## Tracce
Testi e musiche di Dente.
1. Buon appetito – 3:55

## Formazione
- Dente - voce, chitarre, percussioni, cori
- Andrea Cipelli - pianoforte, krumar, basso, cori
- Gianluca Gambini - batteria, cori
- Enrico Gabrielli - direzione dei fiati, sax
- Elia Billoni - cori
- Vasco Brondi - cori
- Fabio Dondelli - cori
- Andrea Abeni - cori
- Dino Fumaretto - cori
- Sig. Solo & Roxy - cori